# سیارک ۷۲۵۴
سیارک ۷۲۵۴ (به انگلیسی: 7254 Kuratani، نامگذاری:1993TN1) هفت هزار و دویست و پنجاه و چهارمین سیارک کشف شده‌است که در ۱۵ اکتبر ۱۹۹۳ کشف شد.
قدر مطلق سیارک برابر ۱۴٫۴۰ است.